# Jess Weixler
Pour les articles homonymes, voir Weixler.
Jessica Weixler dite Jess Weixler, est une actrice américaine née le 8 juin 1981 à Louisville (Kentucky).

## Biographie
Elle termine ses études en 1999 au Atherton High School à Louisville au Kentucky. Elle s'installe à New York et étudie l'art à la Juilliard School. Elle débute au cinéma en 2009.

## Filmographie

### Cinéma
- 2005 : Little Manhattan de Mark Levin : Une fille
- 2006 : The Big Bad Swim d' Ishai Setton : Jordan Gallagher
- 2007 : Teeth de Mitchell Lichtenstein : Dawn O'Keefe
- 2007 : Goodbye Baby de Daniel Schechter : Denise
- 2009 : Alexander the Last de Joe Swanberg : Alex
- 2009 : Peter and Vandy de Jay DiPietro : Vandy
- 2009 : Today's Special de David Kaplan : Carrie
- 2009 : Welcome to Academia de Kirk Davis : Sophie
- 2010 : A Woman de Giada Colagrande : Julie
- 2010 : Audrey the Trainwreck de Frank V. Ross : Tammy
- 2011 : The Lie de Joshua Leonard : Clover
- 2012 : Free Samples de Jay Gammill : Jillian
- 2012 : Somebody Up There Likes Me de Bob Byington : Lyla
- 2012 : Best Man Down de Ted Koland : Kristin
- 2012 : The Normals de Kevin Patrick Connors : Gretchen
- 2013 : The Face of Love d'Arie Posin : Summer
- 2014 : The Disappearance of Eleanor Rigby : Her de Ned Benson : Katy Rigby
- 2014 : The Disappearance of Eleanor Rigby : Them Ned Benson : Katy Rigby
- 2014 : Listen Up Philip d'Alex Ross Perry : Holly Kane
- 2014 : Apartment Troubles de Jennifer Prediger et elle-même : Nicole
- 2015 : Lamb de Ross Partridge : Linny
- 2016 : Money de Martín Rosete : Sylvia
- 2017 : Entanglement de Jason James : Hanna
- 2017 : Who We Are Now de Matthew Newton : Gabby
- 2018 : Chained for Life (en) d'Aaron Schimberg : Mabel
- 2019 : Ça : Chapitre 2 (It : Chapter 2) : Audra Phillips
- 2019 : The Death of Dick Long de Daniel Scheinert : Jane Long
- 2020 : Ava de Tate Taylor : Judy Faulkner
- 2020 : Fully Realized Humans de Joshua Leonard : Jackie

#### Courts métrages
- 2010 : Yes de Ned Benson : La femme
- 2011 : The Man Who Never Cried de Bradley Jackson : Ginny

### Télévision

#### Séries télévisées
- 2003 : Haine et Passion (Guiding Light) : Caroline Boyle
- 2003 : Le justicier de l'ombre (Hack) : Martha Skulnick
- 2004 : Everwood : Nikki
- 2005 / 2009 : New York, section criminelle (Law and Order : Criminal Intent) : Amy Buckley
- 2010 : Médium : Mandy Sutton
- 2010 : New York, police judiciaire (Law & Order) : Carrie Newton
- 2013 - 2014 : The Good Wife : Robyn Burdine
- 2017 - 2019 : The Son  : Sally McCullough
- 2018 : Cameron Black : L'Illusionniste (Deception) : Joan

#### Téléfilm
- 2016 : Quatre sœurs unies par le secret (Sister Cities) de Sean Hanish :
- 2024 : Monstres de Ryan Murphy, serie diffusée sur Netflix sur le thème de l'histoire de Lyle et erik menendez :